# Ponton Island
Ponton Island (in Argentinien Islote Solitario ‚Einsame Insel‘) ist eine kleine Insel vor der Danco-Küste des Grahamlands im Norden der Antarktischen Halbinsel. Sie liegt 2,5 km südöstlich der Moureaux-Inseln nahe dem Kopfende der Flandernbucht.
Auf einer argentinischen Landkarte aus dem Jahr 1954 ist sie unter dem Namen Islote Solitario (spanisch für Einsame Insel) verzeichnet. Das UK Antarctic Place-Names Committee entschied sich 1960 zu einer Umbenennung, um eine Verwechslung mit der gleichnamigen Insel in der Gruppe der Guébriant-Inseln zu vermeiden. Neuer Namensgeber ist der schottische Erfinder Mungo Ponton (1802–1880), der 1839 die Lichtempfindlichkeit von Kaliumdichromat entdeckt hatte, ein wichtiger Meilenstein in der Geschichte der Analogfotografie.